# Colesbukta
Colesbukta is een baai van het eiland Spitsbergen, dat deel uitmaakt van de Noorse eilandengroep Spitsbergen.

## Geografie
De baai is zuidoost-noordwest georiënteerd met een lengte van ongeveer vier kilometer en een breedte van 4,5 kilometer. De baai mondt in het noordwesten uit in het Isfjord. De baai ligt in het Nordenskiöld Land.
Ongeveer 17 kilometer naar het noordoosten ligt de baai Adventfjorden en ongeveer 17 kilometer naar het westen ligt het fjord Grønfjorden.